# Havs- och vattenmyndigheten
Havs- och vattenmyndigheten (HaV) är en svensk statlig förvaltningsmyndighet på miljöområdet för frågor om bevarande, restaurering och hållbart nyttjande av sjöar, vattendrag och hav. Myndigheten, som har cirka 320 medarbetare, inledde sin verksamhet 2011 och sorterar under Klimat- och näringslivsdepartementet. Myndigheten är indelad i sex avdelningar: Administration, digitalisering, miljöanalys, vattenresursförvaltning, havsförvaltning och fiskerikontroll. Myndigheten är en enrådsmyndighet. Det innebär att generaldirektören ensam bär ansvaret för myndighetens verksamhet inför regeringen. 
Havs- och vattenmyndigheten tog vid inrättandet över ett antal uppgifter från Naturvårdsverket som berör havs- och sötvattensfrågor och många av det tidigare Fiskeriverkets uppgifter. HaV ska inom sitt ansvarsområde vara pådrivande, stödjande och samlande vid genomförandet av miljöpolitiken och verka för en hållbar förvaltning av fiskeresurserna. 
Havs- och vattenmyndigheten ansvarar för rapportering om badvattenkvaliteten på EU-baden. Här redovisas vattenkvalitet, temperatur, algblomning, klassificering och annan information om specifika badplatser. Kommunerna står för provtagning och insamling av data som ligger till grund för informationen.
Havs- och vattenmyndigheten, Energimyndigheten och Svenska kraftnät fick i januari 2019 i uppdrag från regeringen att ta fram ett förslag till nationell plan för omprövning av vattenkraft. Planen säkerställer ett systematiskt och långsiktigt arbetssätt där all vattenkraft omprövas för att få moderna miljövillkor under en period på 20 år.¨
I december 2019 lämnade myndigheten förslag till havsplaner till regeringen. Planerna är till för att havet ska användas hållbart, nu och i framtiden. Planerna vägleder nationella myndigheter, kommuner och domstolar i kommande beslut, planering och tillståndsprövningar. Företag får också vägledning av planerna, som täcker hela den ekonomiska zonen och största delen av territorialhavet – en yta på 123 000 kvadratkilometer.
Huvudkontoret finns på Gullbergs Strandgata 15 i Göteborg.

## Generaldirektörer
- 2011–2015: Björn Risinger
- 2015–2016: Ingemar Berglund (tillförordnad)[1]
- 2016–2023: Jakob Granit
- 2023–2024: Eva-Britt Eklöf Petrusson (tillförordnad)
- 2024–: Anna Ledin